# 恩典堂 (普罗维登斯)
恩典堂（Grace Church）是一座历史悠久的圣公会教堂，位于普罗维登斯马修森街175号。
该堂建于1845年，建筑师理查德·普强公司设计，哥特复兴风格，1912年改建。1972年列入国家史迹名录。